# 安维尔欧雅尔
安维尔欧雅尔（法語：Einville-au-Jard，法語發音：[ɛ̃vil o ʒaʁ]）是法国默尔特-摩泽尔省的一个市镇，属于吕内维尔区。

## 地理
安维尔欧雅尔（48°39'18"N, 6°29'14"E）面积16.98 平方千米，位于法国大東部大區默尔特-摩泽尔省，该省份为法国东北部内陆省份，是洛林的一部分，北邻比利时、卢森堡，北起顺时针与摩泽尔省、下莱茵省、孚日省和默兹省接壤。
与安维尔欧雅尔接壤的市镇（或旧市镇、城区）包括：博兹蒙、小比安维尔、邦维莱、德克斯维尔、迈克斯、萨农河畔拉维尔、塞尔、瓦莱。

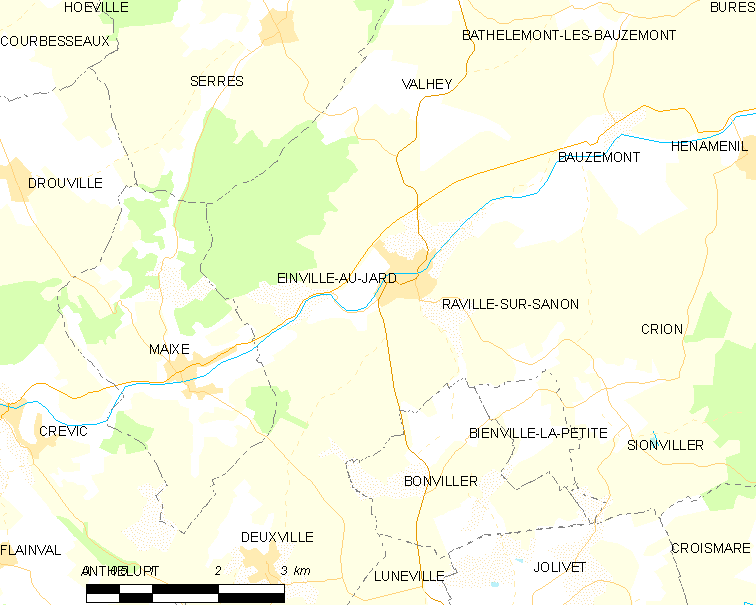
安维尔欧雅尔的OSM定位图

安维尔欧雅尔的时区为UTC+01:00、UTC+02:00（夏令时）。

## 行政
安维尔欧雅尔的邮政编码为54370，INSEE市镇编码为54176。

## 政治
安维尔欧雅尔所属的省级选区为吕内维尔第一县。

## 人口

1962-2008年间安维尔欧雅尔人口变化图示

安维尔欧雅尔于2022年1月1日时的人口数量为1062人。